# Igaraçu
De Igaraçu is een rivier in Brazilië. De rivier is een aftakking van de Parnaíba in de noordelijke staat Piauí. Hij stroomt van zijn oorsprong aan de Parnaiba ten zuidwesten van de stad Parnaíba tot de monding in de Atlantische Oceaan nabij de stad Luís Correia.
De rivier heeft secties die door de Instituto Chico Mendes de Conservação da Biodiversidade zijn geclassificeerd als milieubeschermingsgebied.